# Plectromerus wappesi
Plectromerus wappesi är en skalbaggsart som beskrevs av Giesbert 1985. Plectromerus wappesi ingår i släktet Plectromerus och familjen långhorningar.
Artens utbredningsområde är Honduras. Inga underarter finns listade i Catalogue of Life.